# Das schwedische Zündholz

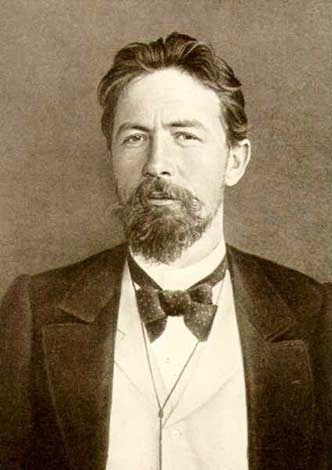
Anton Tschechow

Das schwedische Zündholz (russisch Шведская спичка, Schwedskaja spitschka) ist eine Erzählung des russischen Schriftstellers Anton Tschechow, die am 5. Dezember 1883 in der Sankt Petersburger humoristischen Zeitschrift Strekosa (Die Libelle) erschien.
Anton Tschechow schrieb im September 1883 an den Libelle-Mitarbeiter Nikolai Leikin, er wolle diese „Kriminalgeschichte“ als Parodie auf jene Kriminalerzählungen verstanden wissen, die damals in Russland so populär waren.
Wladimir Czumikows Übertragung ins Deutsche wurde im Jahr 1900 in der Neuen Zeit und 1901 bei Diederichs in Leipzig publiziert. Andere Übersetzungen: 1893 ins Serbokroatische (Švedska šibica), 1899 ins Dänische (Den svenske taedenstik) und Norwegische (Den svenske Tændstik), 1901 ins Polnische (Szwedzka zapałka), 1902 ins Rumänische (Chibritul suedez), 1903 ins Tschechische (Švédská sirka) sowie 1922 ins Englische (The Swedish Match).

## Übersicht
Entsprechend der oben genannten Erzählabsicht Anton Tschechows liegt überhaupt kein handfester Kriminalfall vor. Der angeblich ermordete Gardekornett a. D. Mark Iwanowitsch Kljausow wird von den beiden Ermittlern – dem Untersuchungsrichter Nikolai Jermolajitsch Tschubikow und dem um die 26 Jahre alten Anwaltsgehilfen und Schriftführer Djukowski – aufgestöbert und lebt noch. Drei „Täter“ kommen vor – die 23-jährige Olga Petrowna, Ehefrau des betagten Polizeivorstehers Jewgraf Kusmitsch und zwei Untergebene des „Ermordeten“. Letztere sind Kljausows Kammerdiener Nikolai Tetechow, genannt Nikolaschka und Kljausows Verwalter – der Agronom und Mechaniker Psekow.
Gleich zu Anfang geht besagter Psekow am 6. Oktober 1885 in die Kanzlei des Polizeivorstehers und meldet die „Ermordung“ seines Herrn. Der Polizeivorsteher Jewgraf Kusmitsch, der die Meldung höchstpersönlich entgegennimmt, ist der gehörnte Ehemann in dieser Posse. Seine Gattin Olga Petrowna hat den betrunkenen Gardekornett von Psekow und Nikolaschka bei Nacht und Nebel in ihr Badehaus transportieren lassen. Dieses Liebesnest wird von Olgas Ehemann nicht betreten. Kljausow hat sich darin von seiner Gespielin zwei Wochen lang verwöhnen lassen.
Die Geschichte lebt von den Auseinandersetzungen der beiden Untersuchungsbeamten. Der gestandene Untersuchungsrichter Tschubikow stellt seinen Gehilfen Djukowski als an der zur ermittelnden Wahrheit munter vorbeiphantasierenden Grünschnabel hin, der in der zweiköpfigen Untersuchungskommission völlig fehl am Platze ist. Mit der Zeit nimmt der Leser die abschätzigen Werturteile des Untersuchungsrichter als zutreffend hin. Das geht aber nur so lange, bis sich Tschubikow eingesteht, an den Faseleien des jungen Kerls an seiner Seite ist doch etwas dran. Und in der Tat – der junge Djukowski löst den Fall und würdigt seinen vorgesetzten Untersuchungsrichter somit zum Statisten herab. Djukowski sucht im Umkreis des „Tatorts“ nach einem Laden, in dem genau die schwedischen Zündholzer zum Kauf angeboten werden, von denen ein abgebranntes am „Tatort“ aufgefunden worden war. Die Spur erweist sich als heiß und führt direkt zur Entführerin Olga Petrowna.
Der Polizeivorsteher Jewgraf Kusmitsch begreift nichts, denn jene zweiköpfige Untersuchungskommission erhört das Flehen Olga Petrownas und schweigt still.

## Adaptionen

### Verfilmung
- 1954, Mosfilm, Das schwedische Zündholz[9], Spielfilm von Konstantin Judin[10] mit Alexei Gribow[11] als Untersuchungsrichter Tschubikow und Andrei Popow[12] als sein Gehilfe Djukowski.
- 28. Februar 1967, ARD Fernsehkrimi (113 min) Das schwedische Zündholz von Gerhard Klingenberg mit Rudolf Vogel als Untersuchungsrichter Tschubikow, Günther Jerschke als sein Gehilfe Djukowski, Heinz-Joachim Klein als Jewgraf Kusmitsch und Ellen Schwiers als seine Gattin Olga Petrowna.

### Theater
- 1962 Das schwedische Zündholz. Kriminalkomödie in neun Bildern von Gustav Just.
- 25. September 2007, Moskau: Theater der Nationen[13]: Das schwedische Zündholz, musikalisches Spektakel von Nikita Grinschpun (russ. Никита Гриншпун) mit Julija Peressild.[14]

### Hörspiele und Hörbuch
- 1949: Das schwedische Zündholz. Eine Bearbeitung des BR von Werner Riedel, Komposition: Hans Winterberg, Regisseur unbekannt. Mit Bum Krüger, Karl Klausner, Kurt Marquardt, Hans Drahn, Rudolf Reiff, Heinz Leo Fischer, Hans Christian Blech, Nina Fischer und Marietheres Angerpointner.
- Hans Pfeiffers Kriminalkomödie Das schwedische Zündholz wurde 1960 im Rundfunk der DDR als Hörspiel gesendet. Regie: Peter Brang
- 1978: Das schwedische Zündholz. Hörspiel des WDR von Carl Dietrich Carls, Regie: Edward Rothe mit Walter Jokisch als Untersuchungsrichter Tschubikow und mit Rüdiger Lichti, Hans Helmut Dickow, Manfred Heidmann, Heinz Schacht, Alwin Joachim Meyer, Siegfried Wischnewski und andere.
- 1979: eine Hörspielbearbeitung des SWF unter dem Titel Der rätselhafte Tod des Mark Iwanowitsch. Regie: Thomas Köhler. Mit Hans-Gerd Kübel, Margarete Salbach, Alfred Querbach, Horst Beilke, Christine Davis, Hans Willig, Robert Rathke, Martin Hirthe, Rolf Schult, Dorothee Boschen, Herbert Cresnik und Eberhard Wechselberg.
- 1980: Schwedische Zündhölzer. eine Hörspielbearbeitung des ORF-Landesstudios Oberösterreich von Hermann Motschach. Die Regie führte Ferry Bauer. Es sprachen: Jochen Brockmann, Elfriede Gollmann, Michael Janisch, Fritz Grieb, Barbara Lehner, Michael Pawlik und Dieter Naumann.
- 1994: eine Hörspielbearbeitung des MDR unter dem Titel In Zeitung gewickelt. Bearbeitung: Jochen Hauser, Regie: Klaus Zippel. Mit Rolf Hoppe, Siemen Rühaak, Marylu Poolman, Erik Schumann, Günter Zschäckel, Andrea Solter, Ursula Sukup, Bert Franzke, Franziska Troegner, Hans-Joachim Hegewald.
- 19. August 2014: Audio Media Digital (59 min): Das schwedische Zündholz, Bettina Reifschneider liest bei Audible.

## Deutschsprachige Ausgaben
- Anton Tschechow: Das schwedische Zündholz in: Ursula Krause (Hrsg.): Der geheimnisvolle Reisende. Kriminalerzählungen. Mit Illustrationen von Uwe Häntsch. 539 Seiten. Verlag Neues Leben, Berlin 1981.

### Verwendete Ausgabe
- Das schwedische Zündholz. Eine Kriminalerzählung. S. 5–29 in Gerhard Dick (Hrsg.) und Wolf Düwel (Hrsg.): Anton Tschechow: Das schwedische Zündholz. Kurzgeschichten und frühe Erzählungen. Deutsch von Wolf Düwel. 668 Seiten. Rütten & Loening, Berlin 1965 (1. Aufl.)

## Anmerkung
1. ↑  Tschechowscher Humor: Der Autor handelt einen Kriminalfall aus der Zukunft (die „Straftat“ wird sich zwei Jahre nach der Publikation ereignen) ab. In dem Lichte erscheint auch der Untertitel Eine Kriminalerzählung als Spaß des Autors.